# Ausdruckspsychologie
Ausdruckspsychologie bezeichnet eine veraltete psychologische Lehre, die sich mit der körperlichen Erscheinung und ihren Deutungen beschäftigt.
Die Ausdruckspsychologie wurde von Karl Jaspers zu Beginn des 20. Jahrhunderts begründet. Sie geht auf vielfältige systematische Beobachtungen noch aus dem 18. Jahrhundert zurück. In der Entwicklung der Psychosomatik wurde die Ausdruckslehre als symbolische Manifestation psychischer Vorgänge aufgefasst. Sie geht auf Georg Groddeck (1866–1934) zurück. Er führte teleologische Betrachtungsweisen in die damals vor allem naturwissenschaftlich ausgerichtete Medizin ein. Ausdruckspsychologie galt Mitte des 20. Jahrhunderts als ein Fachbereich der Psychologie und widmete sich der Erforschung von Zusammenhängen zwischen den körperlichen Merkmalen einer Person und deren Gefühlen, Persönlichkeits- und Charaktereigenschaften. Einerseits wurde Ausdrucksverhalten wie Mimik, Gestik, Motorik, Pantomimik, Physiognomik und Handschrift, andererseits auch, wie im Rahmen der Konstitutionspsychologie, Merkmale des Körperbaus oder bestimmter körperlicher Ausprägungen mit Persönlichkeitseigenschaften in Beziehung gesetzt.

## Methodik
Karl Jaspers unterschied bei dem von ihm geprägten Begriff der Ausdruckspsychologie den Ausdruck des Seelischen von einfachen körperlichen Begleiterscheinungen des Seelischen. Ausdruck sei an ein Verstehen gebunden. Dabei handle es sich nicht um Analogieschlüsse, sondern um ein blitzartiges Verstehen, ein Evidenzerlebnis, gewissermaßen ohne zu reflektieren, das schon Kindern – teilweise auch Tieren – ohne speziellen Lernprozess möglich sei. Es bestehe hier eine bestimmte Weise des Sehens und des bildhaften Schauens (Ludwig Klages), dem man sich allenfalls etwa durch Erfassen von Gestalten oder Schemata annähern könne. Auch wenn dieses Verstehen ggf. durch rationale Überlegungen und noch mehr durch Einfühlung erleichtert werde, so sei es doch nicht ableitbar, sondern für unser Bewusstsein etwas Letztes.
Im Gegensatz zu diesem Verstehen werden einfache körperliche Begleiterscheinungen des Seelischen (Somatopsychologie) etwa die Erweiterung der Pupille bei Angst oder das Erröten bei Schamgefühlen nur registriert, nicht verstanden.

## Rezeption
Die Ausdruckspsychologie galt in Deutschland 1941–1973, also über 30 Jahre als eine wissenschaftliche psychologische Disziplin. 1941, in der ersten deutschen Diplom-Prüfungsordnung für Psychologen, waren die Fächer Charakterkunde und Ausdruckskunde 2 von 4 Prüfungsfächern der Vordiplomprüfung. Seit 1973 ist die Ausdruckspsychologie nicht mehr in der Diplom-Prüfungsordnung des Diplomstudiengangs Psychologie enthalten. Sie wurde als wissenschaftliche Disziplin in Frage gestellt, nachdem sich zeigte, dass mit wissenschaftlichen Methoden keine gesicherten Erkenntnisse über die postulierten Zusammenhänge zwischen körperlichem Ausdruck und Charakter gewonnen werden konnten.
Neben den wissenschaftlichen Faktoren spielten auch politische Aspekte bei dem Aufgeben der Ausdruckspsychologie als Teilgebiet der Psychologie eine Rolle. Die nationalsozialistischen Rassentheorien hatten sich auf rassistische Hypothesen, vor allem der in den 1920er und 1930er Jahren populären Physiognomik, berufen und sie zum Kern der Unterfütterung ihres Eugenik-Programms gemacht. Den wissenschaftlich arbeitenden Ausdruckspsychologen der 1950er und 1960er Jahre war es nicht gelungen, sich vom Missbrauch der Ausdruckspsychologie durch den Nationalsozialismus ausreichend zu distanzieren.
In der medizinischen Systematik und in der medizinischen Psychologie hat sich der Begriff der Ausdruckspsychologie allerdings weiter als brauchbar erwiesen, hier vor allem bei der Interpretation dissoziativer Symptomatik. Er ist jedoch keineswegs auf diese Art von Störung begrenzt. Thure von Uexküll hat den übergeordneten Begriff der Ausdruckskrankheit eingeführt. Dieser Begriff erscheint den Autoren Hoffmann und Hochapfel glücklich gewählt. Ausdruck findet sich auch als gängiger symptomatologischer Terminus im Wörterbuch der Psychiatrie von Peters. Damit werden i. w. S. körperliche Zeichen gemeint, die Rückschlüsse auf Seelisches zulassen, i. e. S. nur Ausdrucksbewegungen, vgl. auch den Begriff der Gemütsbewegung.